# Empire Leicester Square
Il Cinema Empire è un cinema che si trova sul lato nord di Leicester Square, Londra, di proprietà della Cineworld.
Costruito nel 1884 come teatro di varietà, venne riconvertito a sala cinematografica negli anni 1920. È uno dei numerosi cinema che si affacciano a Leicester Square che funge spesso per le anteprime dei film e per le prime proiezioni mondiali.